# Taşköy, Sındırgı
Taşköy là một xã thuộc huyện Sındırgı, tỉnh Balıkesir, Thổ Nhĩ Kỳ. Dân số thời điểm năm 2010 là 478 người.